# 樋口柚子
樋口 柚子（ひぐち ゆず、1996年〈平成8年〉6月8日 - ）は、日本の女優、モデル。インセント所属。妹は乃木坂46元メンバーの樋口日奈。

## 人物・来歴
1996年（平成8年）6月8日生まれ。
東京都出身。東京都立桜修館中等教育学校、明治学院大学卒業。
趣味・特技：なぎなた、クラリネット演奏、本を読むこと。

### 家族・親族
妹は元乃木坂46の樋口日奈。
2021年12月18日、自身のInstagramにて結婚を発表した。

## 出演

### 映画
- 愛のしるし（2011年8月、日韓アートフェスティバル） - 主演[1]
- バイオニック・ガール - 主演[1]
- 絶叫学級（2013年6月14日）[1]
- 咲-Saki-（2017年2月3日、プレシディオ） - 文堂星夏 役
- あさひなぐ（2017年9月22日、東宝映像事業部） - 寒河江純 役

### テレビドラマ
- ミエリーノ柏木 第3話 - （2013年1月26日 - 、テレビ東京） - 女子高生 役[1]
- SHARK〜2nd Season〜　#5（2014年5月17日、日本テレビ）[1]
- 近キョリ恋愛～Season Zero～（2014年7月19日 - 10月11日、日本テレビ） - 藤沢愛梨 役[1]
- ヒガンバナ〜警視庁捜査七課〜 第8話（2016年3月2日、日本テレビ） - 池内美咲 役[1]
- 恋子focus～ある女子校生の物語～（2016年4月 - 、ひかりTV・岩手めんこいテレビ） - 星南 役[1]
- 咲-Saki-（2016年12月 - 、MBS系） - 文堂星夏 役
  - 特別編（2017年1月8日、MBS・2017年1月10日、TBS）
- 深夜のダメ恋図鑑 第5夜（2018年11月、朝日放送テレビ系）
- SEDAI WARS（2020年1月6日 - 2月17日、MBS / 1月8日 - 2月19日、TBS） - 鈴木彩香 役
- ランチ合コン探偵 〜恋とグルメと謎解きと〜 第2話（2020年1月16日、読売テレビ・日本テレビ系） - S子 役
- 漆をめぐる物語（2022年3月20日、テレビ岩手・日本テレビ系） - 主演・藤野マキ 役[5]
- TOKYO RAILWAY－東京こじらせ女－ 第3話「品川編」（2022年9月29日、フジテレビ） - 紗弥加 役[6]
- 帰ってきたぞよ!コタローは1人暮らし 第2話（2023年4月22日、テレビ朝日） - ヒナ 役

### WEBドラマ
- ヤヌスの鏡（2019年8月16日 - 、FOD） - 早織 役[7]
- 酒癖50 第3話・第4話（2021年7月29日・8月5日、ABEMA）

### バラエティ
- 橋下×羽鳥の番組（2016年7月4日・11日、テレビ朝日）[1]
- 渡辺直美の幸せ相談所（2016年10月18日、RKB毎日放送）[1]
- 痛快TV スカッとジャパン（2018年7月2日、フジテレビ） - 「神対応スカッと クーポン券を出し忘れて編」 川島希美 役
- THE突破ファイル（2019年4月25日、日本テレビ系） - 再現ドラマ シウマイ娘 役
- あざとくて何が悪いの？（2021年5月29日、テレビ朝日系） - 再現ドラマ出演[8]
- あざとくて何が悪いの？（2023年4月9日 - 、テレビ朝日系） - 番組内連続ドラマ「あざといタイプAtoZ」 菊地夏希 役[9]

### 広告
- 任天堂 Wii 「パワフル野球」[1]
- 代々木ゼミナール　学校案内ＤＶＤ、 web 　2013 年 2/15 -（2年間）[1]
- ガンホー 「パズル＆ドラゴンズ」 TV-CM 恋ときどきパズドラ篇　2013年4月13日 -（1年間）[1]
- 三代目J Soul Brothers 　LIVEDVD発売告知用webCM「BLUE PLANET」女子高生編　出演 2015年12月 -[1]
- 札幌パセオ2016年春　ＷＥＢ・カタログ出演　 2016年2月[1]
- 明治「チョコレート効果」ＴＶＣＭ出演　 2016年4月 -[1]
- ANAセールス　スチール広告 2016年4月 -[1]
- 東京ガス「安全TODAY　安全点検篇」広告 2016年4月 -[1]
- NTTソルマーレ「コミックシーモア」広告 2016年4月 -[1]
- きものやまとECサイト「浴衣屋さん.com」広告2018年4月-
- 東北楽天ゴールデンイーグルス テレビCM「Eユニダンス踊ってみた」篇[10]
- 日本マクドナルド テレビCM「月見パイ＋月見バーガー」篇（2019年9月 - ）[11][12][13]
- アース製薬 テレビCM「温泡 本物の素材感篇」（2019年9月 - ）[14][15]
- 松井証券 テレビCM
  - 「相談できる！！編」「手数料無料で感無量？！編」「相談茶室に妻現る？！編」[16]
  - 「考える人もひざポン編」「松井に乗り換えよう編」[17]
  - 「ボードガールと天の声編」「FXって編」[18]
- CAC テレビCM「前を向く、肌とずっと。」[19]

### 雑誌
- フォトテクニックデジタル2015年5月号（2015年4月20日発売、玄光社）[20]
- UTB Vol.231（2015年5月23日発売、ワニブックス）[21]
- 魚住誠一のガーリッシュ・ポートレート撮影講座（2015年7月23日発売、玄光社ムック）[22]
- CM now 2016年7月号 Next Girl（玄光社）
- BOMB 2016年9月号 BOMB NAVIGATION（学研プラス）

### 舞台
- リブ・リブ・リブ（2015年4月23日・24日、代官山IVY PLACE）[1][23]
- 米寿の伝言（2019年9月11日 - 9月15日、上野ストアハウス）[24][25]
- Yumino Project 配信公演「ビスケット」（2021年2月21日 - 3月31日）

### PV
- 平井堅「きみの好きなこと」[1]
- Umineco Sounds「まぶた」[1]
- ORANGE POST REASON「風しるべ」（2016年）[1]

### その他
- 放送禁止。シリーズ（著：櫻川さなぎ、2011年 - 2012年、集英社ピンキー文庫）※カバーモデル[1][26]